# Baby Huwae
Baby Constance Irene Theresia Huwae (1939 - 1989), est une actrice de cinéma et chanteuse indonésienne. Née à Rotterdam, elle s'installe en Indonésie dans les années 1950 et après des études à Jakarta, se lance dans le mannequinat. Elle entre dans l'industrie cinématographique en 1958, et gagne en popularité grâce au succès d'Asrama Dara (en français : Dortoir pour filles). Au cours des années suivantes, elle joue dans cinq autres films et crée un groupe de filles, les Baby Dolls. Cependant, après son mariage en 1960 avec E. Karnady un marchand Indonésien, Baby Huwae se concentre sur le mannequinat. Dans les années 1970, elle travaille comme diseuse de bonne aventure.

## Filmographie
Au cours de ses trois premières années d'actrice, Huwae est apparue dans six films. Après une longue pause, elle fait une apparition dans le film Tiada Maaf Bagimu (Il n'y a pas de pardon pour vous) en 1971.
- Djuara Sepatu Roda (1958)
- Asrama Dara (1958)
- Gembira Ria (1959)
- Serba Salah (1959)
- Tiga Mawar (1959)
- Amor dan Humor (1961)
- Tiada Maaf Bagimu (1971)